# 放學後TEA TIME
《放學後TEA TIME》，是以日本漫畫《K-ON!》中的主要角色組成的虛構樂團「放學後TEA TIME」（放課後ティータイム）名義發行的一張同名迷你專輯。專輯中收錄了電視動畫《K-ON!》的大部分原創劇中曲。2009年7月22日由PONY CANYON發行，商品番號為PCCG-00962。
專輯發行首週售出6.7萬張，取得Oricon公信榜週間第1位，成為首張取得Oricon公信榜週間冠軍的動畫歌曲專輯，也是繼水樹奈奈的《ULTIMATE DIAMOND》之後第2張取得Oricon公信榜週間冠軍的聲優專輯。

## 概要
《放學後TEA TIME》收錄了2009年TBS系電視動畫《K-ON!》的劇中曲。「放學後TEA TIME」是《K-ON!》劇情中第2年的學園祭之前櫻丘高校輕音部決定的樂團名稱，包括五位主角平澤唯、秋山澪、田井中律、琴吹紬和中野梓，5人的聲優為豐崎愛生、日笠陽子、佐藤聰美、壽美菜子和竹達彩奈。而之前發行的單曲CD《Cagayake!GIRLS》、《Don't say “lazy”》和則以「櫻高輕音部」的名義發行。

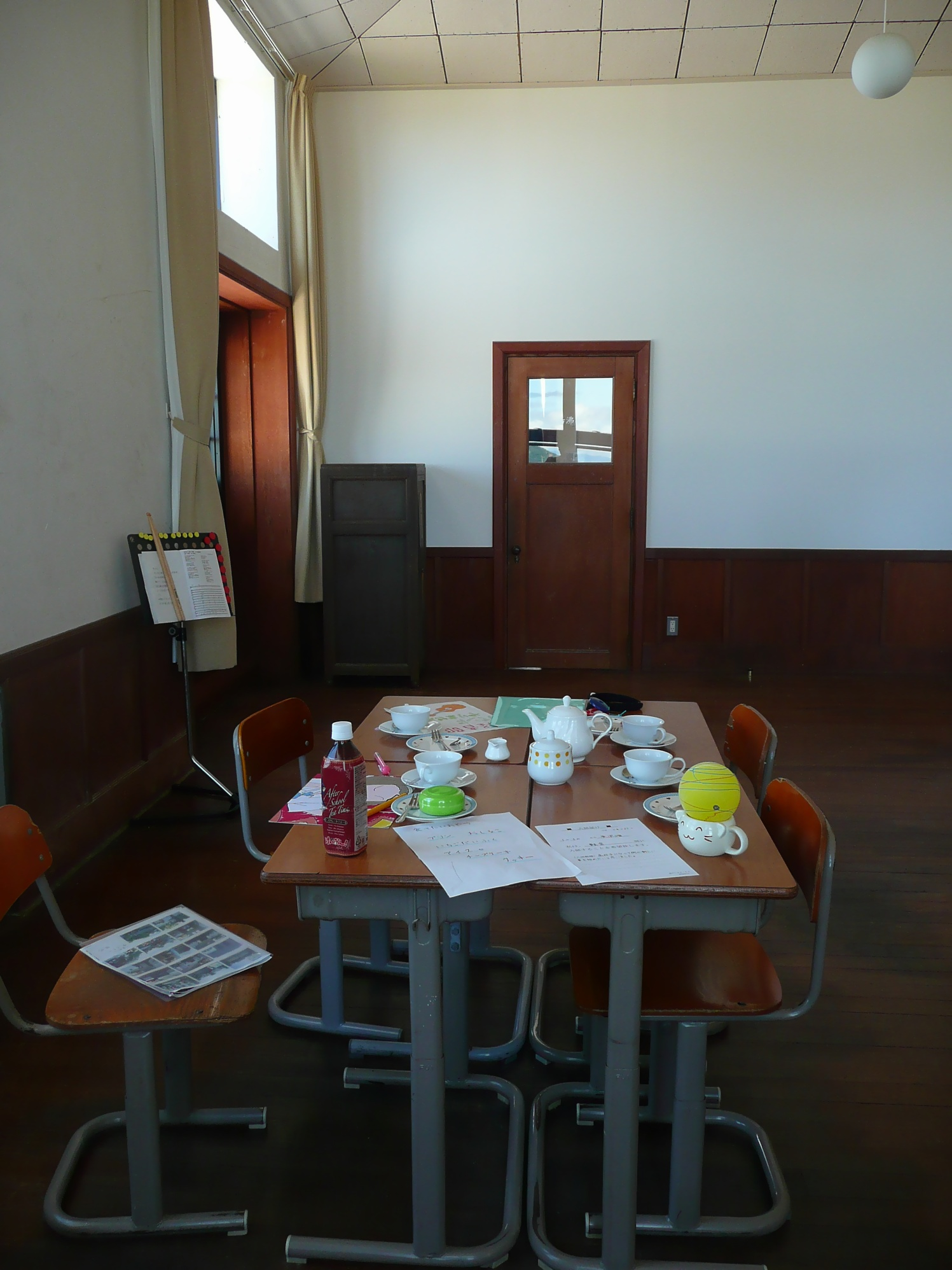
《K-ON!》愛好者以日本滋賀縣犬上郡豐鄉町豐鄉小學老校舍三樓會議室呈現《K-ON!》動畫版中的《放學後TEA TIME》佈景

此迷你專輯包含動畫第8話「新歡！」中出現的（我的戀愛是釘書機）、第12話「輕音！」中出現的（毛筆 ～原子筆～）、《（唯）》（輕飄飄時間）和尚未在動畫中出現的（咖哩之後是米飯）4首歌曲的錄音室版本（Disc-1）和現場Live版本（Disc-2），分別收錄於Disc-1（StudioMix）和Disc-2（LiveMix）。
動畫中將所有原創的劇中曲都標示為「秋山澪作詞、琴吹紬作曲」，而實際上真正負責作曲作詞的另有其人。
專輯的初回限定盤有豪華外箱包裝，還附有單曲CD的封面照片和全部歌曲的樂譜。

## 收錄曲

### Disc-1（StudioMix）
1. - [3:16]
  - 作詞：；作曲、編曲：前澤寬之
  - 主唱：平澤唯（5人編成）
2. - [4:23]
  - 作詞：；作曲：藤末樹；編曲：百石元
  - 主唱：平澤唯&秋山澪（5人編成）
3. - [3:57]
  - 作詞：；作曲、編曲：川口進
  - 主唱：平澤唯（5人編成）
4. - [3:56]
  - 作詞：秋山澪[4]；作曲、編曲：前澤寬之
  - 主唱：平澤唯（5人編成）

### Disc-2（LiveMix）
1. - 作詞：；作曲、編曲：前澤寬之
  - 主唱：平澤唯
2. - 作詞：；作曲：藤末樹；編曲：百石元
  - 主唱：平澤唯（開頭為秋山澪）
3. - 作詞：；作曲、編曲：川口進
  - 主唱：秋山澪
4. - 作詞：秋山澪[4]；作曲、編曲：前澤寬之
  - 主唱：平澤唯

## 外部連結
- PONY CANYON內的CD情報
- TBS動畫官方網站內的CD情報 （页面存档备份，存于）